# 托米尼灣

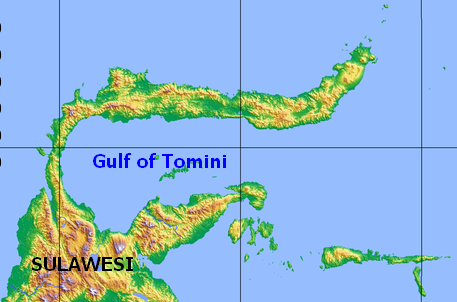
托米尼湾地图

托米尼湾（印尼语：Teluk Tomini）是印度尼西亚苏拉威西岛的东半岛和米纳哈萨半岛之间的赤道海湾，托吉安群岛位于海湾中部。海湾开口向东，以东是马鲁古海。

## 范围
国际海道测量组织（IHO）定义托米尼湾是东印度群岛（East Indian Archipelago）的一部分，托米尼湾被定义为“摩鹿加海西界”以西的水域。其范围为Pasir Pandjang（0°39′S 123°25′E / 0.650°S 123.417°E）到对面海岸Tombalilatoe（123° 21′ E）的界线以西水域。

## 资料来源

### 引用
1. ↑  IHO (1953)，§48.
2. ↑  IHO (1953)，§48 (d).